# 40 cm SKC/34
40 cm SKC/34 — 406,4-миллиметровое корабельное артиллерийское орудие, разработанное и производившееся в Германии. Состояло на вооружении Кригсмарине. Планировалось на вооружение линейных кораблей типа «H». После прекращения строительства линкоров типа «H», применялось в береговой обороне. Использовалось во Второй мировой войне. Всего было изготовлено 12 орудий: одно опытное, 3 корабельные и 8 береговых.
Предполагалась возможность расточки ствола до 420 мм для развития кораблей типа Н (проект 1941 года).

## Конструкция
Орудие было разработано немецким концерном «Крупп» специально для линкоров типа «H». Орудие одновременно имело и свободную трубу и свободный лейнер, заменяемые с обоих концов ствола. Лейнер весил 20 800 кг. Затвор был клиновым, горизонтального типа, имелись модели с открыванием затвора в разные стороны для удобства использования в башнях. Живучесть ствола оценивалась в 180—210 выстрелов полным зарядом.